# Мостар

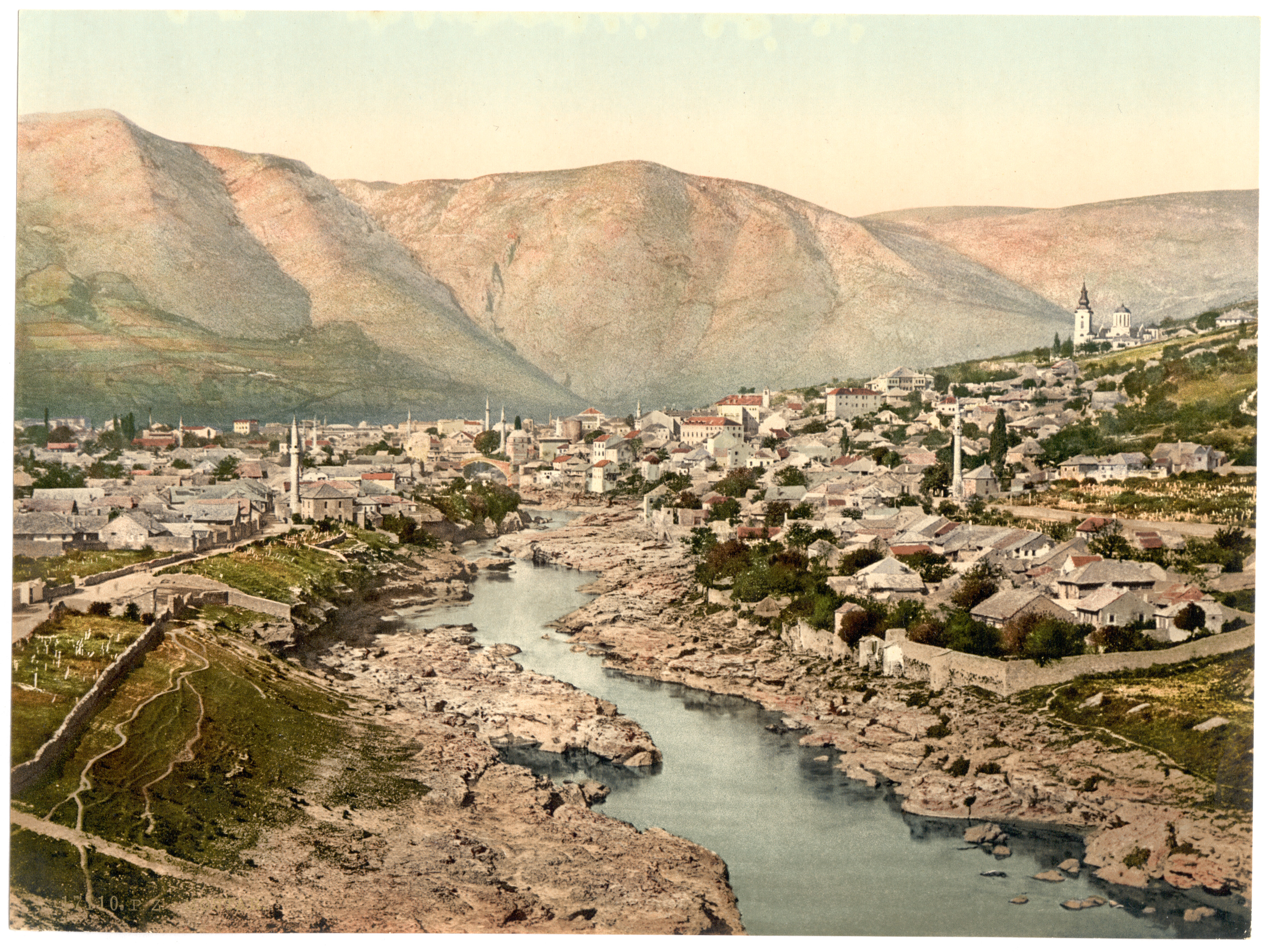
Мостар в 19 столітті

Мостар (босн. Mostar, хорв. Mostar) — місто в Боснії і Герцеговині, найбільше і найважливіше місто в Герцеговині, є центром кантону Герцеговина-Неретва. Мостар лежить на річці Неретва, п'яте за величиною місто в країні.

## Історія
Мостар був названий на честь свого старого моста (сербохорватською: «Старі мост») і вежами при вході на нього, — і означає Страж мосту (серб. mostar). Міст був зруйнований хорватськими підрозділами військової ради під час Боснійської війни, 9 листопада 1993 року о 10:15 ранку. Відновлений 2004 року.

## Клімат
Місто знаходиться в зоні, котра характеризується вологим субтропічним кліматом. Найтепліший місяць — липень із середньою температурою 25.6 °C (78 °F). Найхолодніший місяць — січень, із середньою температурою 5.6 °С (42 °F).
| Клімат Мостара          | Клімат Мостара | Клімат Мостара | Клімат Мостара | Клімат Мостара | Клімат Мостара | Клімат Мостара | Клімат Мостара | Клімат Мостара | Клімат Мостара | Клімат Мостара | Клімат Мостара | Клімат Мостара | Клімат Мостара |
| Показник                | Січ.           | Лют.           | Бер.           | Квіт.          | Трав.          | Черв.          | Лип.           | Серп.          | Вер.           | Жовт.          | Лист.          | Груд.          | Рік            |
| Абсолютний максимум, °C | 17             | 23             | 28             | 31             | 36             | 41             | 40             | 41             | 37             | 31             | 30             | 18             | 41             |
| Середній максимум, °C   | 7              | 10             | 13             | 17             | 22             | 25             | 29             | 29             | 25             | 19             | 12             | 8              | 18             |
| Середня температура, °C | 5              | 7              | 10             | 13             | 18             | 22             | 25             | 25             | 21             | 16             | 10             | 6              | 15             |
| Середній мінімум, °C    | 2              | 3              | 6              | 9              | 13             | 18             | 21             | 20             | 17             | 12             | 7              | 4              | 11             |
| Абсолютний мінімум, °C  | −8             | −10            | −7             | 0              | 3              | 5              | 12             | 10             | 7              | 0              | −4             | −15            | −15            |
| Норма опадів, мм        | 160            | 150            | 130            | 120            | 90             | 80             | 50             | 60             | 100            | 140            | 210            | 210            | 1560           |
| ----------------------- | -------------- | -------------- | -------------- | -------------- | -------------- | -------------- | -------------- | -------------- | -------------- | -------------- | -------------- | -------------- | -------------- |
| Джерело: Weatherbase    |                |                |                |                |                |                |                |                |                |                |                |                |                |

## Демографія
| Національності     | 1961   | 1971   | 1981    | 1991    | 2013    |
| ------------------ | ------ | ------ | ------- | ------- | ------- |
| Хорвати            | 27,265 | 32,782 | 36,927  | 43,037  | 51,216  |
| Босняки/Мусульмани | 10,513 | 33,645 | 34,247  | 43,856  | 46,752  |
| Серби              | 21,220 | 19,076 | 20,271  | 23,846  | 4,421   |
| Югослави           | 12,181 | 2,329  | 17,143  | 12,768  | -       |
| Інші               | 1,274  | 1,748  | 1,789   | 3,121   | 3,408   |
| Загалом            | 72,453 | 89,580 | 110,377 | 126,628 | 105,797 |

Після закінчення війни місто було розділене порівну між хорватами й боснійцями відповідно до політики національної рівності. Кількість сербів, що залишилися в місті, незначна.

## Галерея

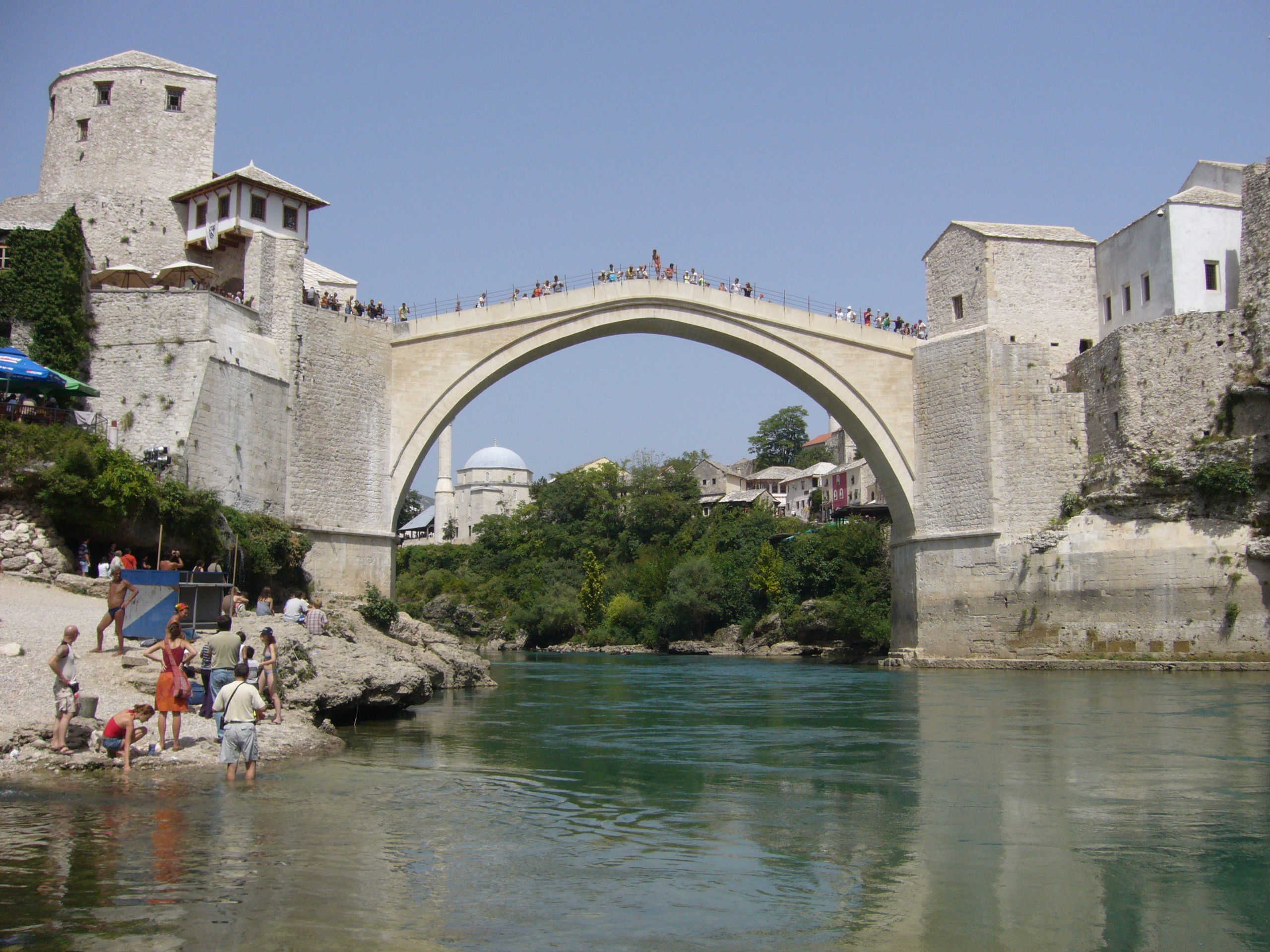
Старий міст
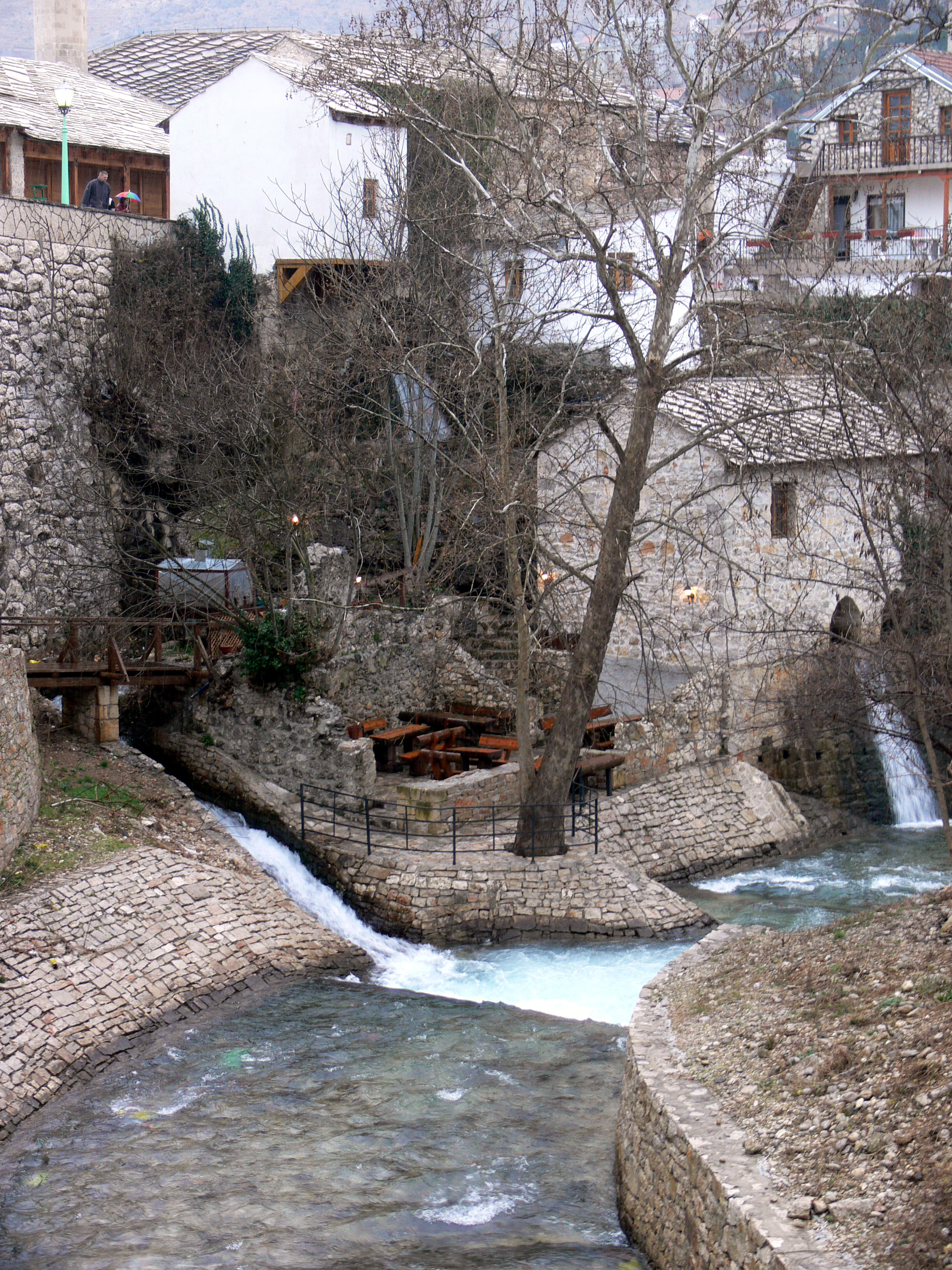
Мостар
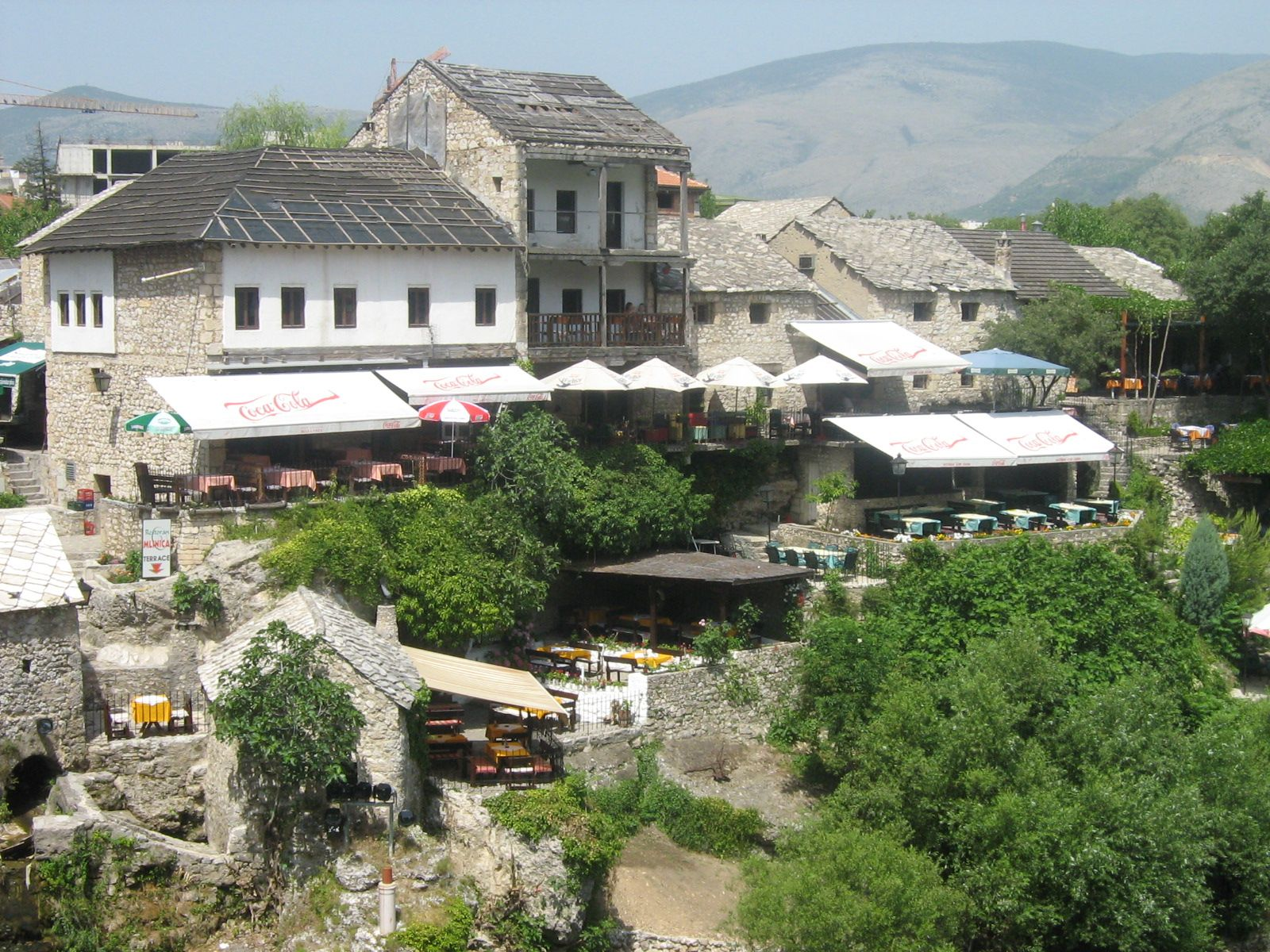
Біля старого мосту
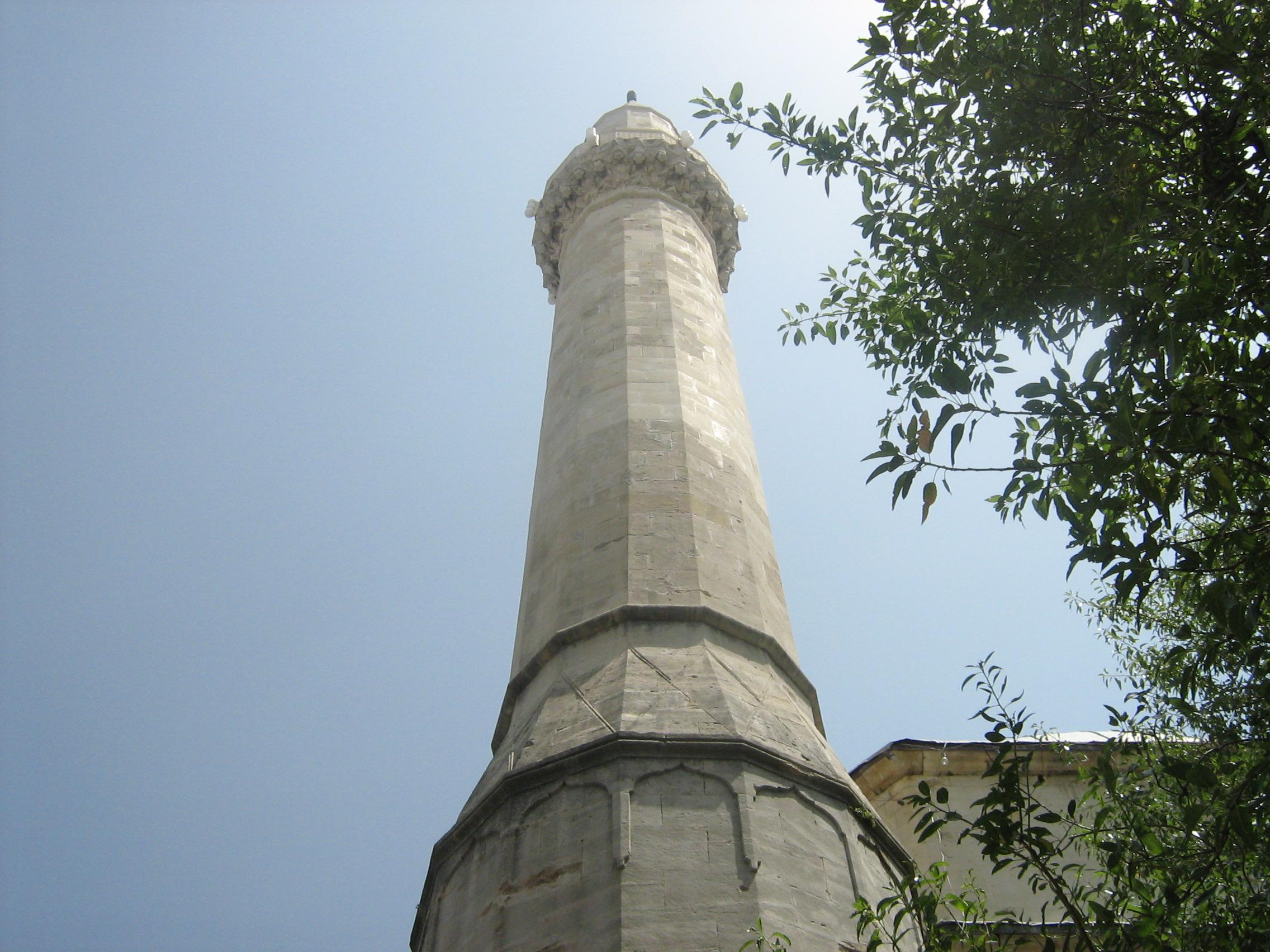
Найвищий мінарет в Герцеговині
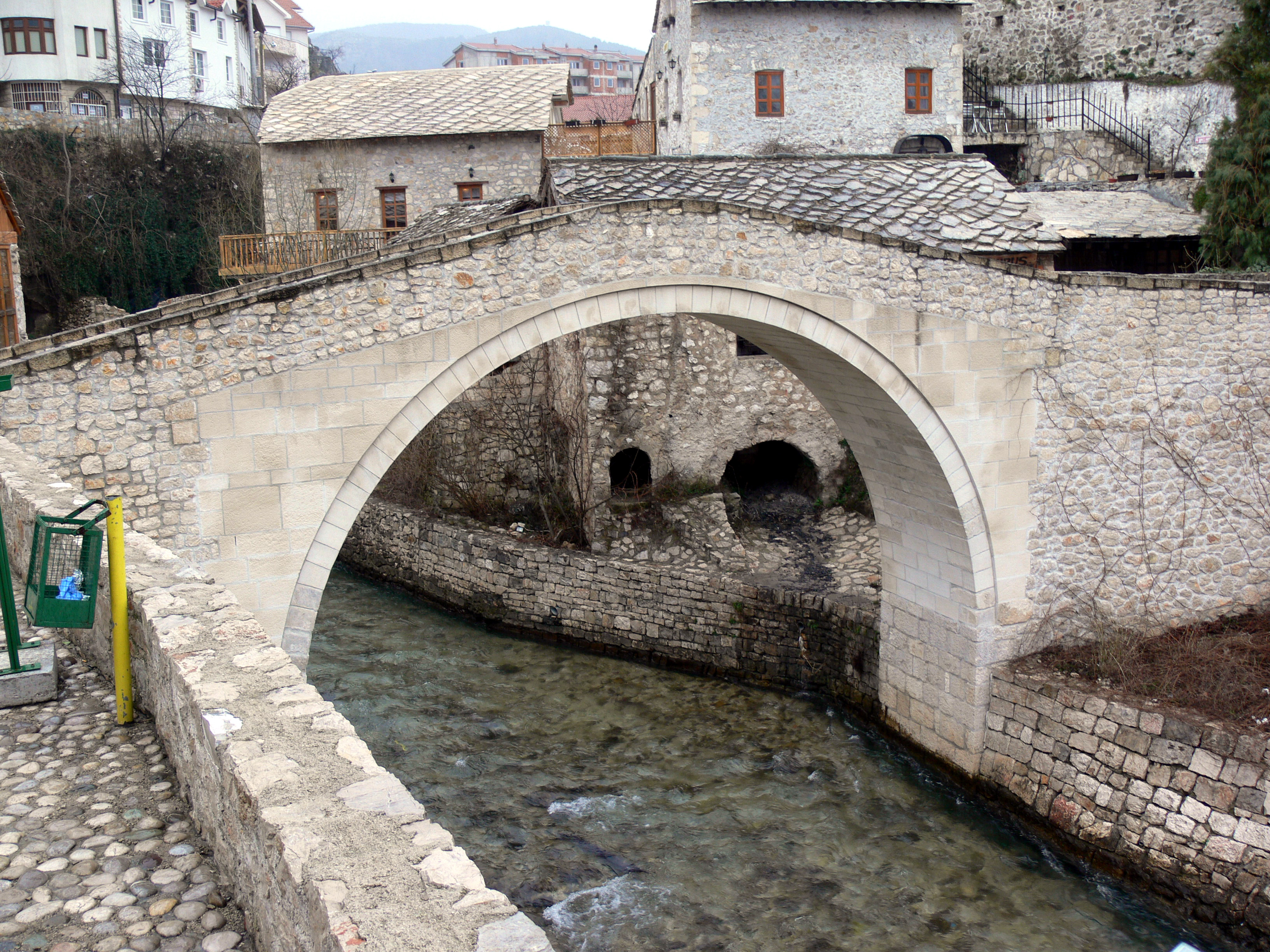
Старий міст "Крива Купрія"
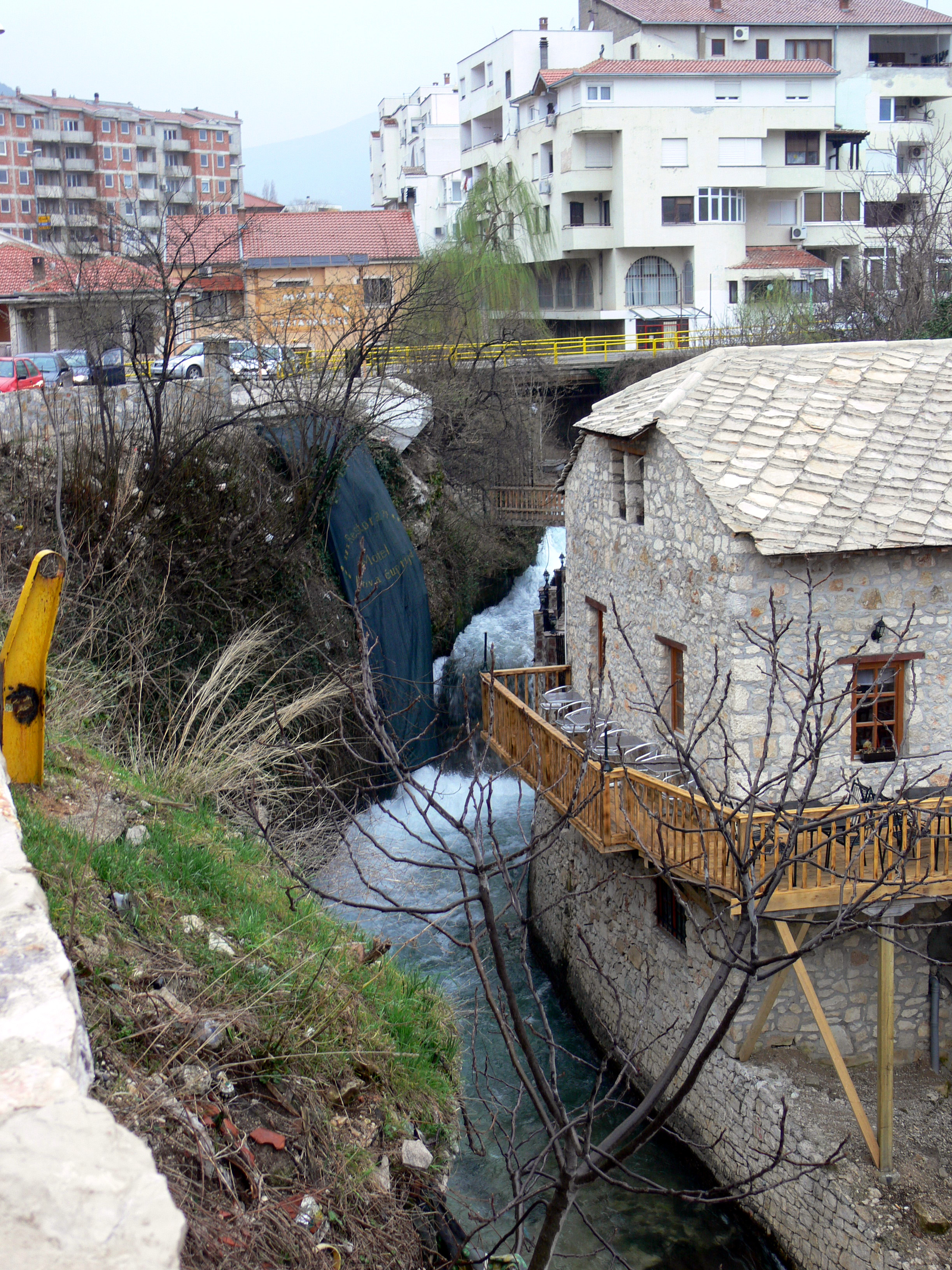
Мостар
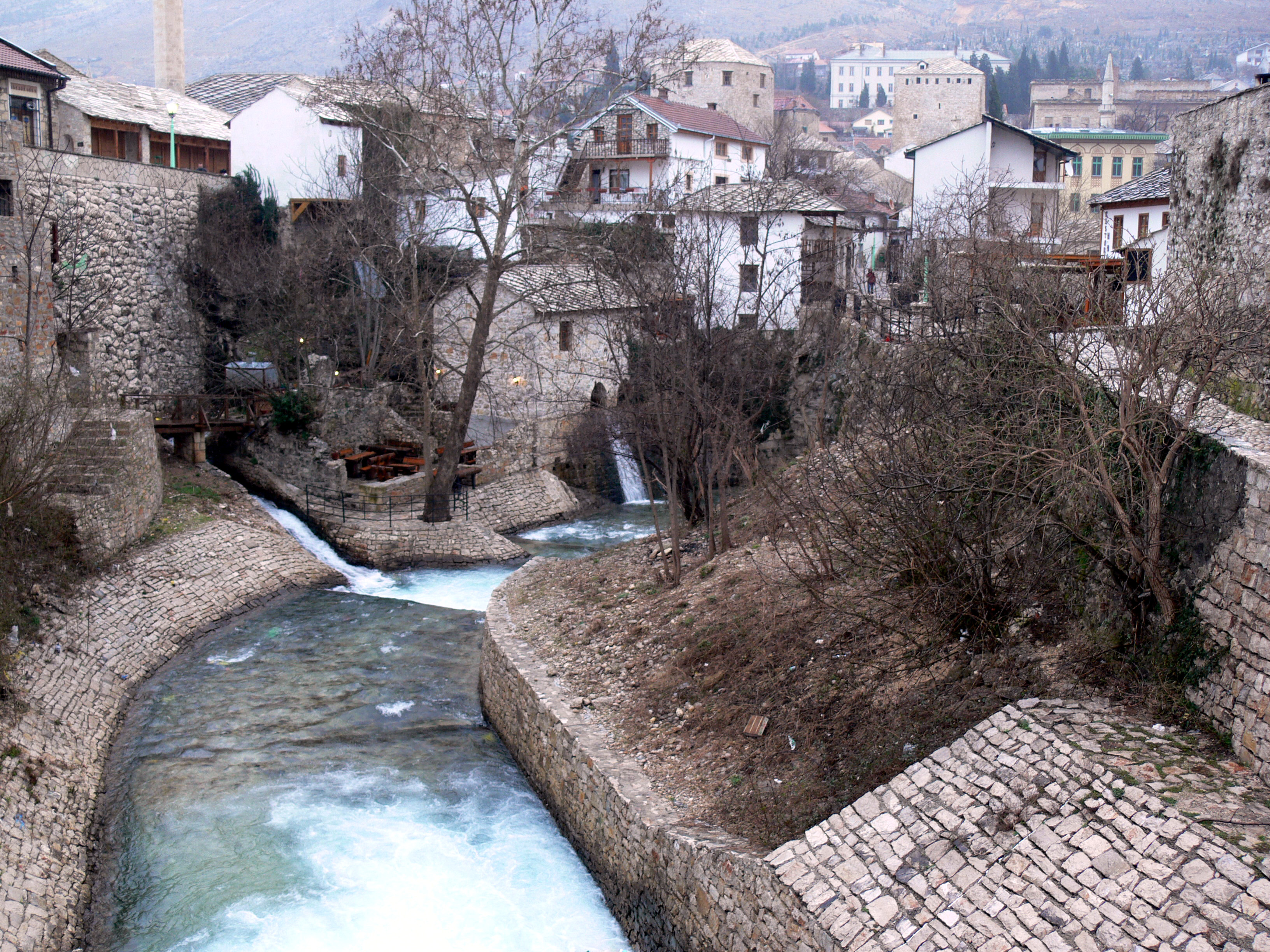
Мостар
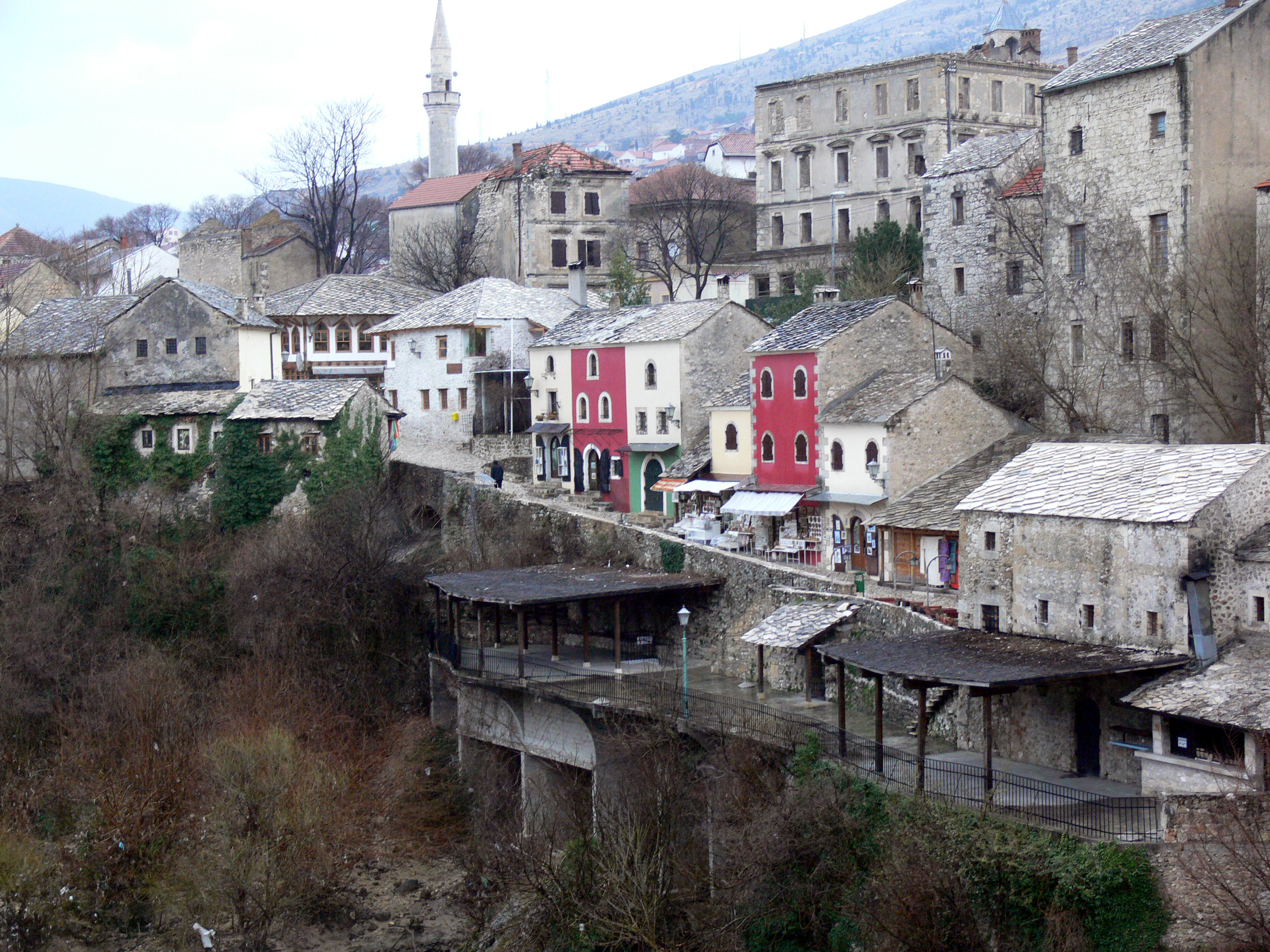
Мостар
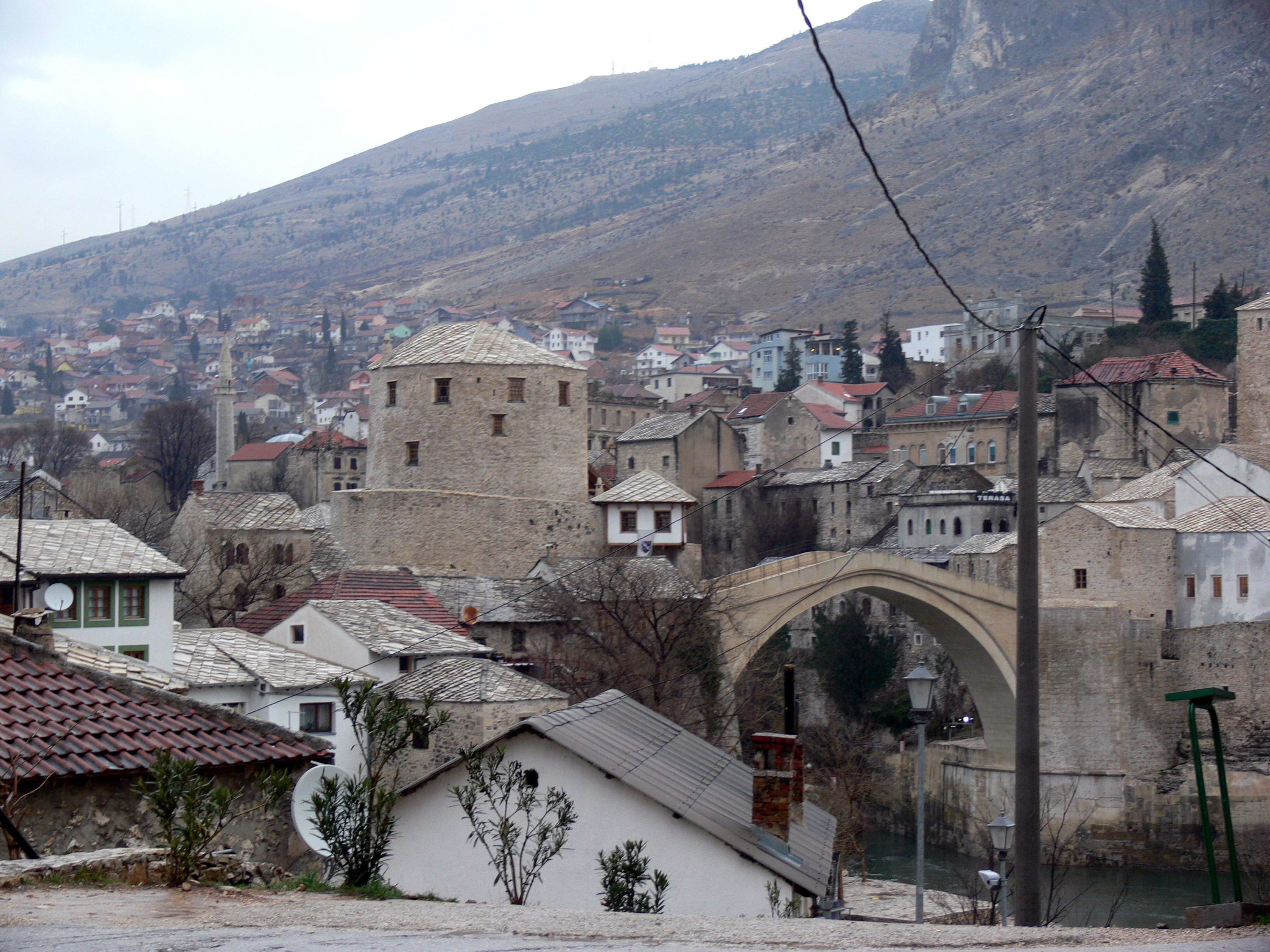
Мостар
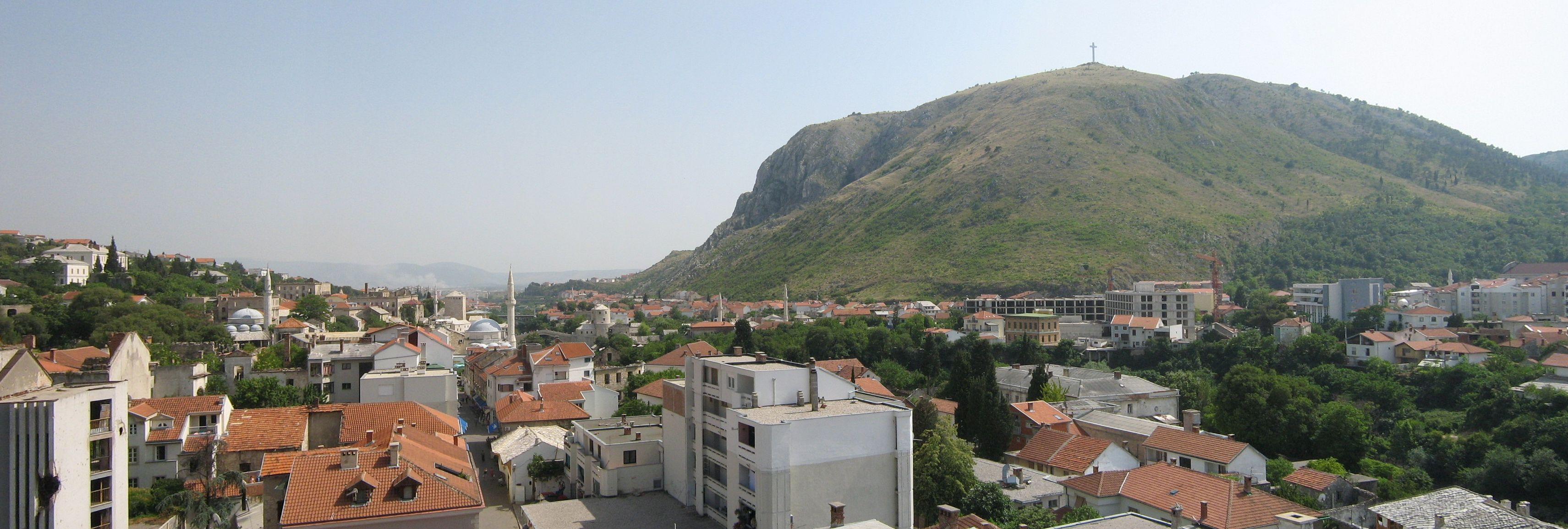
Мостар
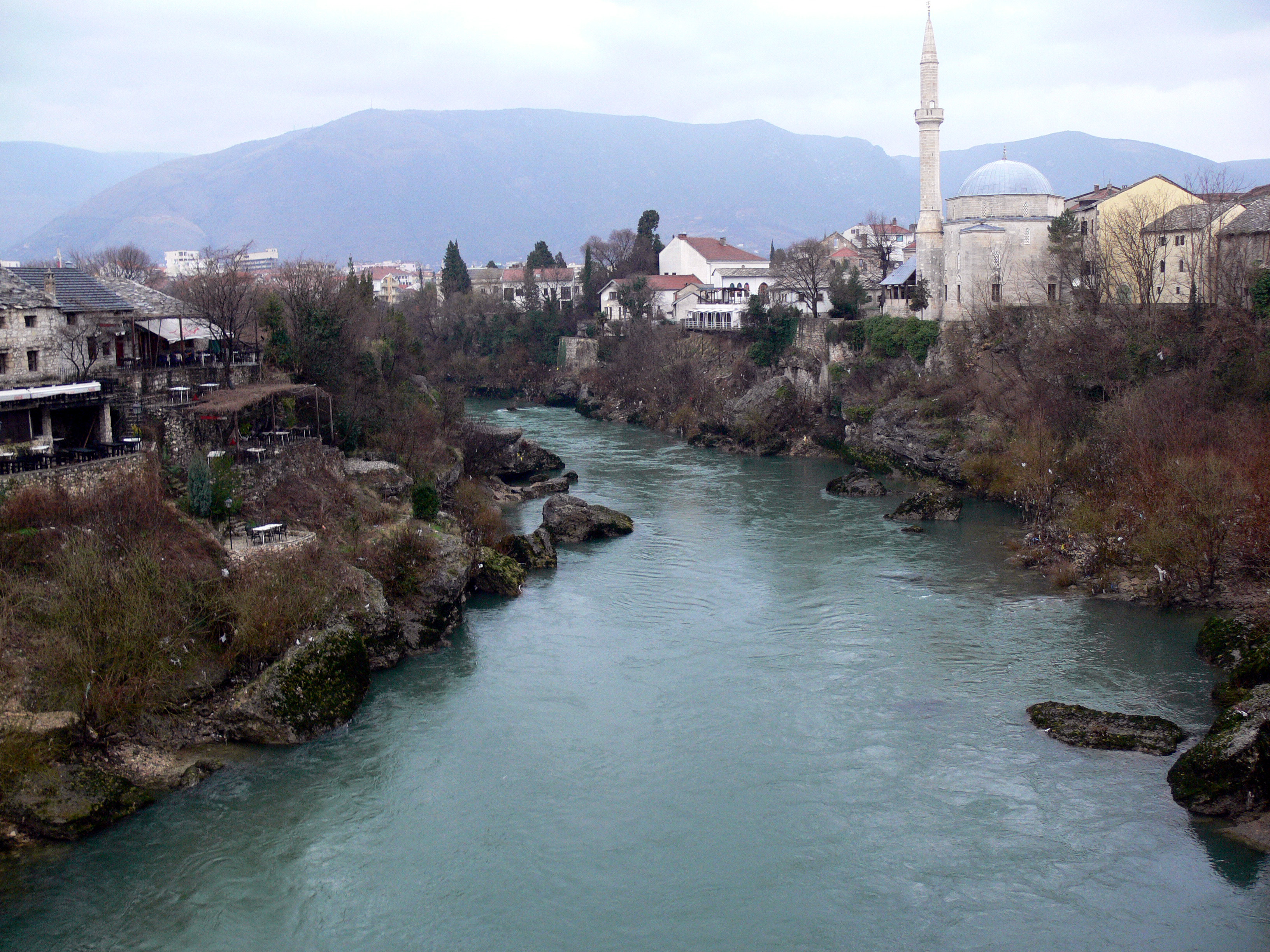
Мостар
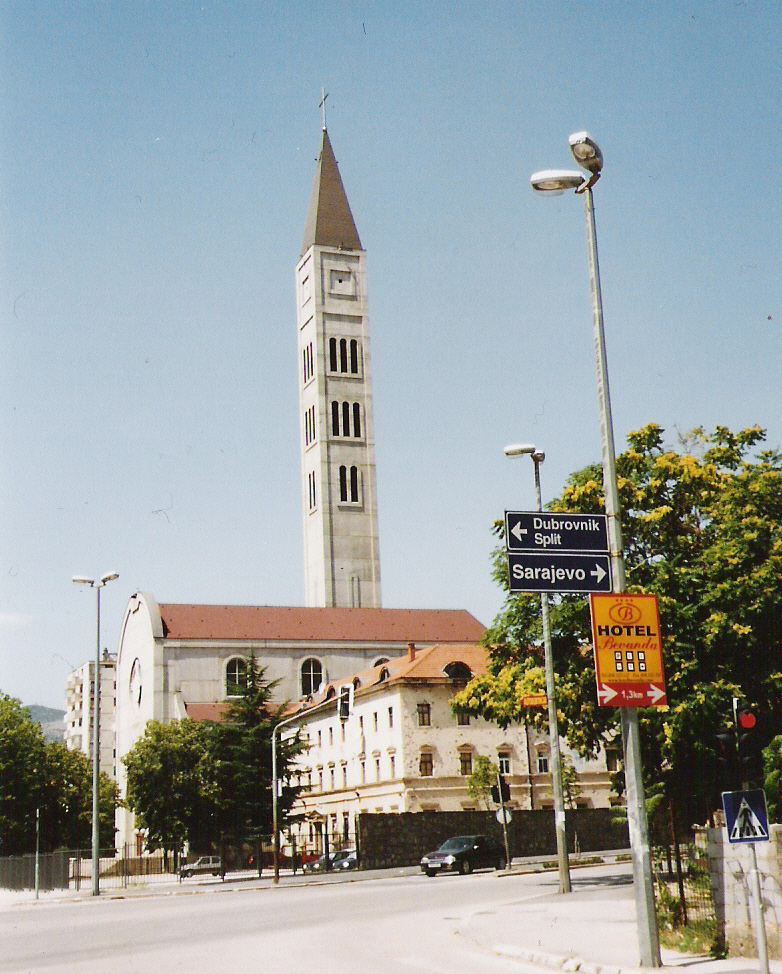
Мостар
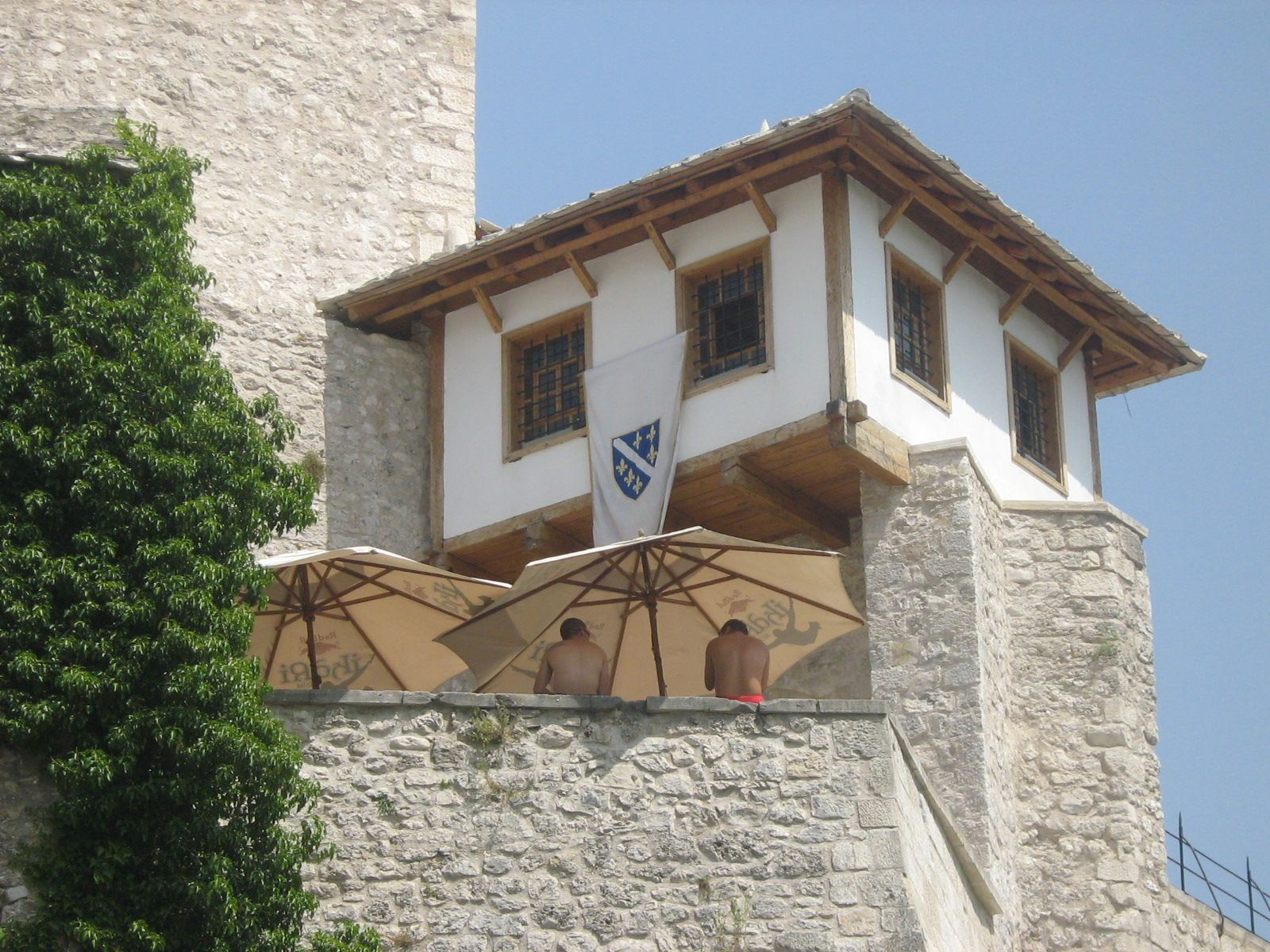
Мостар

## Відомі люди
- Алекса Шантич (1868—1924) — сербський поет.
- Віто Николич (1934—1994) — чорногорський поет та журналіст.
- Біляна Гутіч-Бєліца — боснійська дипломатка. Надзвичайний і Повноважний Посол Боснії і Герцеговини в Україні за сумісництвом (з 2021)
- Бранка Соврліч (* 1957) — сербська співачка.
- Ніна Кустуріца (* 1975) — кінорежисер. редактор, сценарист і продюсер.
- Мирнес Шишич (* 1981) — словенський футболіст.
- Елізабет Радо (1899—1986) — австрійська оперна співачка і педагогиня з вокалу.